# Championnat de France féminin de handball 1985-1986
Navigation
Saison 1984-1985 Saison 1986-1987
Le championnat de France féminin de handball 1985-1986 est la trente-cinquième édition de cette compétition. Le championnat de Nationale 1A est le plus haut niveau du championnat de France de ce sport. Douze clubs participent à la compétition. 
À la fin de la saison, le Stade français Issy-les-Moulineaux est désigné champion de France de Nationale 1A, pour la troisième fois de son histoire, devant le USM Gagny, tenant du titre.

## Classement final
Le classement final est :
1. Stade français Issy-les-Moulineaux : champion de France
2. USM Gagny (tenant du titre)
3. ES Besançon
4. ASUL Vaulx-en-Velin
5. ASPTT Nice
6. Bordeaux Étudiants Club
7. ES Colombes (promu)
8. HBC Aix-en-Savoie : barragiste et relégué
9. Racing Club de France (promu) : relégué
10. US Dunkerque : relégué

## Statistiques
Les meilleures réalisatrices sont
1. Carole Martin (U.S.M. Gagny), 165 buts en 18 matchs, soit 9,17 buts en moyenne[3]
2. Murielle Bailet (A.S.P.T.T.Nice), 114 buts
3. Isabelle Piel (Stade Français Issy-les-Moulineaux), 100 buts
4. Isabelle Rault (H.B.C. Aix-en-Savoie), 97 buts
5. Sophie Labegorre (Bordeaux E.C.), 95 buts
6. Sylvie Lagarrigue (Stade Français Issy-les-Moulineaux), 94 buts
7. Annick Demouge (E.S. Besançon), 86 buts
8. Caroline Bonte (U.S. Dunkerque), 85 buts
9. Fay (A.S.U. Lyon), 82 buts
10. Pascale Roca (A.S.P.T.T. Nice), 81 buts